# Шефер, Кармен
Ка́рмен Ше́фер (нем. Carmen Schäfer; род. 8 января 1981, Давос, Граубюнден) — швейцарская кёрлингистка.
В составе женской сборной Швейцарии участник зимних Олимпийских игр 2010 и 2014, участник пяти чемпионатов мира (чемпионы в 2012), участник шести чемпионатов Европы (чемпионы в 2008). Четырёхкратный чемпион Швейцарии среди женщин. В составе женской юниорской сборной Швейцарии участник трёх чемпионатов мира (чемпионы в 1999). Трёхкратный чемпион Швейцарии среди юниоров.
В «классическом» кёрлинге (команда из четырёх человек одного пола) играла в основном на позиции третьего.

## Достижения
- Чемпионат мира по кёрлингу среди женщин: золото (2012), бронза (2008).
- Чемпионат Европы по кёрлингу: золото (2008), серебро (2009), бронза (2010, 2013).
- Чемпионат Швейцарии по кёрлингу среди женщин: золото (2008, 2009, 2011, 2012), серебро (2013).
- Чемпионат мира по кёрлингу среди юниоров: золото (1999), бронза (2001).
- Чемпионат Швейцарии по кёрлингу среди юниоров: золото (1999, 2000, 2001).

## Команды
| Сезон   | Четвёртый          | Третий          | Второй             | Первый                | Запасной                                                               | Турниры                                |
| ------- | ------------------ | --------------- | ------------------ | --------------------- | ---------------------------------------------------------------------- | -------------------------------------- |
| 1998—99 | Кармен Шефер       | Янине Грайнер   | Jacqueline Greiner | Christine Appenzeller |                                                                        | ЧШЮ 1999                               |
| 1998—99 | Сильвана Тиринцони | Мишель Мозер    | Бригитта Шори      | Martina von Arx       | Кармен Шефер тренер: Heinz Schmid                                      | ЧМЮ 1999                               |
| 1999—00 | Янине Грайнер      | Кармен Шефер    | Jacqueline Greiner | Barbara Appenzeller   | Анна Нойеншвандер (ЧМЮ) тренеры (ЧМЮ): Heinz Schmid, Томас Липс        | ЧШЮ 2000 · ЧМЮ 2000 (4 место)          |
| 2000—01 | Янине Грайнер      | Кармен Шефер    | Jacqueline Greiner | Barbara Appenzeller   | Коринн Буркин (ЧМЮ) тренер: Roland Müggler (ЧМЮ)                       | ЧШЮ 2001 · ЧМЮ 2001                    |
| 2005—06 | Сильвана Тиринцони | Сандра Аттингер | Анна Нойеншвандер  | Эстер Нойеншвандер    | Кармен Шефер тренер: Эрика Мюллер                                      | ЧМ 2006 (10 место)                     |
| 2006—07 | Люция Эбнётер      | Кармен Кюнг     | Кармен Шефер       | Лоранс Бидо           |                                                                        |                                        |
| 2007—08 | Мирьям Отт         | Кармен Шефер    | Валерия Шпелти     | Янине Грайнер         | Сильвана Тиринцони (ЧЕ) Кармен Кюнг (ЧМ) тренер: Марк Брюггер (ЧЕ, ЧМ) | ЧЕ 2007 (4 место) · ЧШЖ 2008 · ЧМ 2008 |
| 2008—09 | Мирьям Отт         | Кармен Шефер    | Валерия Шпелти     | Янине Грайнер         | Кармен Кюнг (ЧЕ, ЧМ) тренеры: Марк Брюггер (ЧЕ), Кен Тралнберг (ЧМ)    | ЧЕ 2008 · ЧШЖ 2009 · ЧМ 2009 (5 место) |
| 2009—10 | Мирьям Отт         | Кармен Шефер    | Кармен Кюнг        | Янине Грайнер         | Биния Фельчер-Беели тренер: Кен Тралнберг                              | ЧЕ 2009                                |
| 2009—10 | Мирьям Отт         | Кармен Шефер    | Ирене Шори         | Янине Грайнер         | Кармен Кюнг тренеры: Марк Брюггер, Кен Тралнберг                       | ЗОИ 2010 (4 место)                     |
| 2010—11 | Мирьям Отт         | Кармен Шефер    | Кармен Кюнг        | Янине Грайнер         | Ирене Шори (ЧЕ), Николь Дюнки (ЧМ) тренер: Штефан Карнусян             | ЧЕ 2010 · ЧШЖ 2011 · ЧМ 2011 (5 место) |
| 2011—12 | Мирьям Отт         | Кармен Шефер    | Кармен Кюнг        | Янине Грайнер         | Алина Пец (ЧМ) тренер: Томас Липс                                      | ЧШЖ 2012 · ЧМ 2012                     |
| 2012—13 | Мирьям Отт         | Кармен Шефер    | Кармен Кюнг        | Янине Грайнер         | Алина Пец тренер: Андреас Шваллер                                      | ЧЕ 2012 (5 место)                      |
| 2012—13 | Кармен Шефер       | Кармен Кюнг     | Николь Швегли      | Янине Грайнер         | Мирьям Отт                                                             |                                        |
| 2012—13 | Мирьям Отт         | Кармен Шефер    | Кармен Кюнг        | Янине Грайнер         | Николь Швегли                                                          | ЧШЖ 2013                               |
| 2013—14 | Мирьям Отт         | Кармен Шефер    | Кармен Кюнг        | Янине Грайнер         | Алина Пец тренер: Кен Тралнберг                                        | ЧЕ 2013 · ЗОИ 2014 (4 место)           |
| 2014—15 | Биния Фельчер      | Ирене Шори      | Франциска Кауфман  | Кристине Урех         | Кармен Шефер                                                           | ЧШЖ 2015 (5 место)                     |

(скипы выделены полужирным шрифтом)

## Частная жизнь
Замужем, муж Тони Мюллер — тоже известный кёрлингист, бронзовый призёр зимних Олимпийских игр 2010, призёр чемпионатов Европы, двукратный чемпион мира среди смешанных пар, чемпион Швейцарии среди мужчин и смешанных пар; вне кёрлинга работает сельским полицейским (нем. Landjäger).